# 李楷 (明朝)
李楷（？—？），字邦正，江西承宣布政使司吉安府吉水縣（今江西省吉水縣）人，明朝政治人物。
李楷早年師從羅洪先，嘉靖十六年（1537年）中式丁酉科江西鄉試舉人，授湯溪縣知縣。母喪服除后，補青田縣知縣，期間抵禦倭寇叛亂。后改昌樂縣知縣，以治行而聞名。